# Marina Shopping Center
 (juillet 2021).
Pour les articles homonymes, voir Marina.
Le Marina Shopping Center (مارينا سنتر) est un centre commercial à Casablanca au Maroc. Il s'étale sur une surface dédiée totalisant 43 000 m2 d'espaces de loisirs, restaurants et d'enseignes.
Au total, Marina Shopping comprend 147 enseignes réparties sur deux niveaux sur une surface commerciale de 43.746 m².

## Historique
Il a ouvert ses portes le 15 avril 2019.

## Boutiques
Voici ci-dessous le classement des magasins qui reçoivent le plus de visites actuellement dans la liste des magasins du Marina Mall :
- Marjane Holding
- Decathlon
- Kiabi
- Lefties
- LC Waikiki
- Miniso
- Mievic
- Defacto
- Electoplanet
- Virgin